# به تو رو میارم (ترانه)
به تو رو میارم (انگلیسی: I Turn to You) تک‌آهنگی از هنرمند اهل ایالات متحده آمریکا کریستینا آگیلرا است.
این تک‌آهنگ در چارت ۱۰۰ آهنگ داغ بیلبورد در رتبه سوم و در چارت‌های کانادا و اسپانیا جزو ده ترانه اول قرار گرفت.